# Шекинское государство
Шекинское государство – государство, существовавшее в Закавказье в конце XIV вв. до 1551 г.

## Династия Орлатов
В середине XIII века на территории Ирана и сопредельных стран создаётся Государство Хулагуидов (Ильханов), с административным центром в Тебризе, границы которого пролегали по Ефрату, Кавказу и Амударье, и находившимся в формальной зависимости от великого хана, которым в тот период являлся Хубилай. В послемонгольское время Шеки, как независимое государственное образование, упоминается в последней четверти XIV века. Тогдашний владетель его Сиди Ахмед Орлат, по видимому происходил из тюркизированного (у советского историка середины XX века Петрушевского — азербайджанизированного) монгольского племени орлатов. Когда утвердились здесь эти владетели, — неизвестно. Сиди Ахмед во время походов войск Тимура в Закавказье решился на сопротивление этому завоевателю; вытесненный из своего владения Тимуром, Сиди Али погиб в одном из сражений близ крепости Алинджа в Нахичеванском крае, к защитникам которой они присоединился (января 1399 года). Сын его Сейид Ахмед, благодаря посредничество ширваншаха Ибрагима I, получил инвеституру от Тимура в конце 1399 года.

## Династия Кара-кешиш-оглы
Неизвестно, при каких обстоятельствах династия Орлатов прекратила своё существование. В 1440-х годах её сменила династия Кара-кешиш-оглы. Основатель её Али-джан был незнатного происхождения, по преданию — из местной христианской семьи (армянской или удинской). Отец его, зажиточный сельский священник (кешиш), по прозванию Кара кешиш, пользовался известностью в области Шеки. Сын его, приняв ислам и имя Али-джан, сделался одним из местных землевладельцев, при помощи которых он позднее стал правителем области; он правил 13 лет (1444—1457). Основанная им династия владела Шеки более столетия (1444—1551). Владетели Шеки из этой династии носили титулы эмира, бека и хана.

## Сведения о внутренней жизни Шекинского государства
Владетелям Шеки в XV в. не принадлежала Кабала, которая входила в состав владений ширваншаха. Со своими западными соседями – грузинскими царями Кахетии – владетели Шеки то вступали в союз, то враждовали; оба соседа нередко нападали на владения друг друга.

## Внутренняя история Шеки XV в.
Освещена источниками очень скупо. Шекинская область являлась в этот период цветущей сельскохозяйственной страной, производившей, главным образом, прекрасный шёлк, служивший предметом вывоза.

## Завоевание Сефевидами

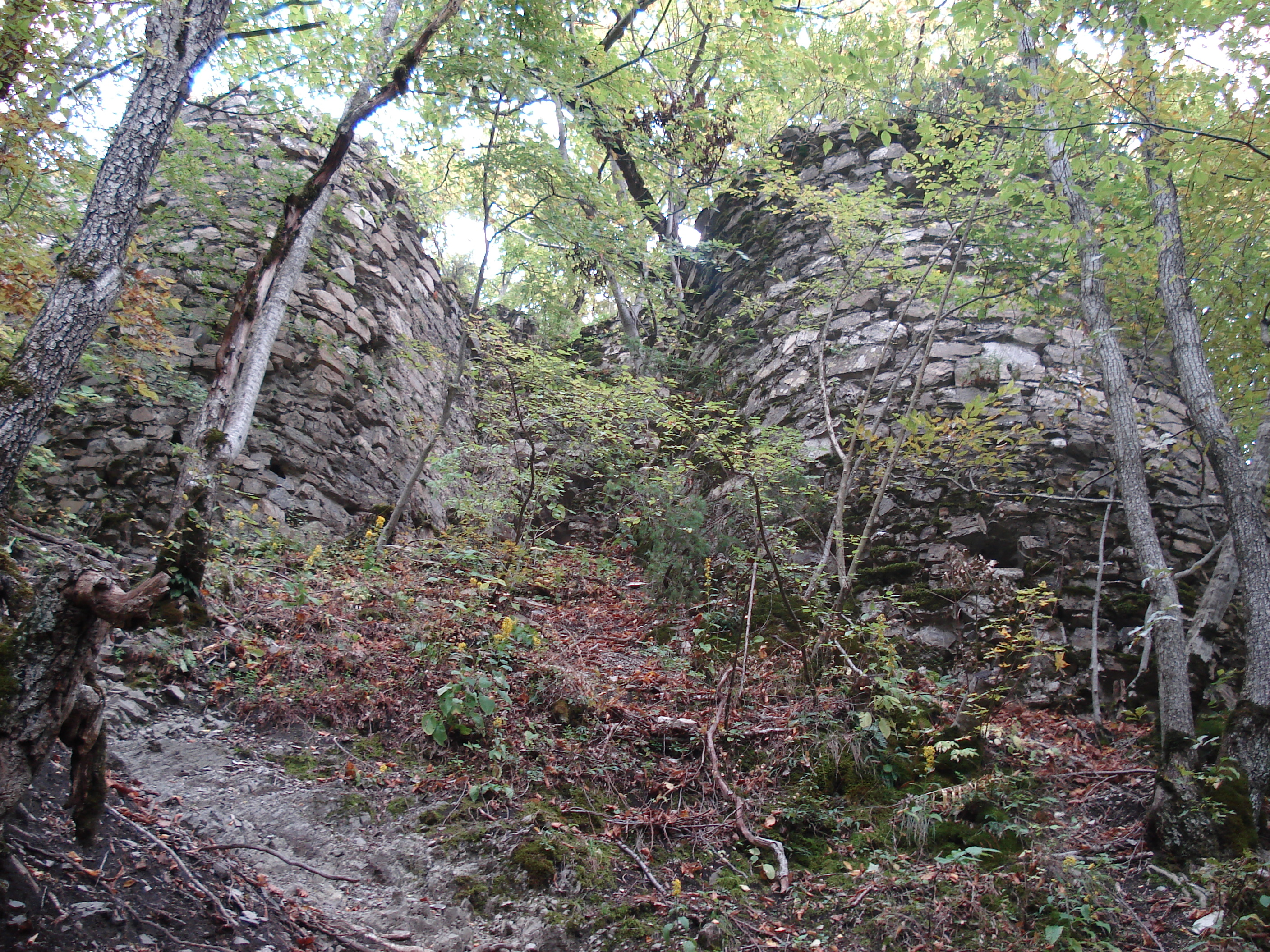
Южные ворота крепости Гелярсан-Гёрарсан (VIII—IX вв.)

В 1551 году шах Тахмасп I напал на Шеки. В бою возле крепости Гелярсан-Гёрарсан правитель Шеки Дервиш Мухаммед хан был убит, а Шеки был включён в состав государства Сефевидов. После этого Шеки управлялась назначенными шахом хакимами из эмиров кызылбашских племен.